# Francis Low
Francis E. Low (né le 27 octobre 1921 à New York — mort le 16 février 2007 à Haverford en Pennsylvanie) était un physicien théoriste américain. Il était professeur au Massachusetts Institute of Technology (MIT), où il fut directeur de 1980 à 1985.

## Biographie

### Début de sa carrière
Durant la Seconde Guerre mondiale, Low travailla sur le projet Manhattan. Il était installé dans ce qui est aujourd'hui le laboratoire national d'Oak Ridge, où il travaillait sur les mathématiques de l'enrichissement de l'uranium. Il s'engagea ensuite dans l'armée des États-Unis, où il intégra la 10e division alpine.
Après la guerre, il continua ses études à l'université Columbia. Il y reçut son doctorat en physique en 1950. Low travailla ensuite à l’Institute for Advanced Study de Princeton puis enseigna à l'université de l'Illinois.
Il épousa, en 1948, Natalie Sadigur.

### Carrière au MIT
Low intégra le département physique du MIT en 1957. Parmi ses étudiants, on compte Alan Guth et Mitchell Feigenbaum.
Il fut directeur du département de physique théorique et du laboratoire de sciences nucléaires du MIT.
Low était l'un des membres fondateurs de l’Union of Concerned Scientists en 1969 — qui défend la régulation de l'utilisation de la puissance nucléaire — qu'il présida brièvement. Il fut destitué après un désaccord avec d'autres membres qui refusaient d'étudier la possibilité de réacteurs nucléaires efficaces et sans dangers.
En 1980, Low fut nommé directeur (provost) du MIT. Durant son mandat de 5 ans, il incorpora l'institut Whitehead au MIT. Il renforça également le rôle des humanités (littérature et langues) au MIT.
Low démissionna du MIT en 1991, mais continua à enseigner pendant encore quelques années. Il rédigea un livre, Classical Field Theory: Electromagnetism and Gravitation qui fut publié en 1997 par John Wiley & Sons.

### Retraite
En 2004, la femme de Low, Natalie, décéda. Il demeura au Massachusetts encore deux années, puis déménagea à Haverford en Pennsylvanie. Il y décéda le 16 février 2007.
Lui survivent un fils, deux filles et six petits-enfants.